# Ozéia
Ozéia de Paula Maciel, meglio noto come Ozéia (Nonoai, 2 gennaio 1982), è un ex calciatore brasiliano, di ruolo difensore.

## Carriera
Ha giocato nella massima serie dei campionati brasiliano e portoghese.